# Running (chanson de Jessie Ware)
Singles de Jessie Ware
Strangest Feeling
(2011) If You're Never Gonna Move
(2012)
Running est le premier single de la chanteuse britannique Jessie Ware issu de son premier album, Devotion. Le single sort le 24 février 2012 sur les labels PMR et Island Records.

## Liste des pistes
| 1. | Running                    | 4:29 |
| 2. | Running (Disclosure Remix) | 5:17 |

## Classements
| Classement (2012)                      | Meilleure position |
| -------------------------------------- | ------------------ |
| Belgique (Flandre Ultratop 50 Singles) | 17                 |
| Pays-Bas (Single Top 100)              | 99                 |
| Royaume-Uni (Official Charts Company)  | 165                |

## Historique des sorties
| Pays        | Date            | Format                 | Label               |
| ----------- | --------------- | ---------------------- | ------------------- |
| Royaume-Uni | 24 février 2012 | Téléchargement digital | PMR, Island Records |